# Oropsylla silantiewi
Oropsylla silantiewi är en loppart som först beskrevs av Wagner 1898.  Oropsylla silantiewi ingår i släktet Oropsylla och familjen fågelloppor. Inga underarter finns listade i Catalogue of Life.